# Звёздный путь 5: Последний рубеж
Звёздный путь 5: Последний рубеж (англ. Star Trek V: The Final Frontier) — пятый полнометражный научно-фантастический фильм, действие которого происходит во вселенной «Звёздного пути». Премьера фильма состоялась 9 июня 1989 года.

## Сюжет
2287 год. Небольшая планета Нимбус III захвачена повстанцами, во главе которых встал некий вулканец Сайбок. Но Сайбок — непростой лидер. Он обладает особыми парапсихологическими способностями убеждать и заставлять верить себе. Сайбок объявляет себя мессией и собирается отправиться на поиски бога, в самый центр галактики, за «Великий Барьер», на таинственную планету «Ша Ка Ри». Для осуществления этой миссии он выбирает оказавшийся поблизости звездолёт «Энтерпрайз» под командованием Кирка.

## В ролях
| Актёр            | Роль                                                        |
| ---------------- | ----------------------------------------------------------- |
| Уильям Шетнер    | капитан Джеймс Тиберий Кирк (командир звездолёта)           |
| Леонард Нимой    | капитан Спок (первый помощник, глава научной службы)        |
| Дефорест Келли   | коммандер Леонард «Боунс» МакКой (доктор, глава медслужбы)  |
| Лоренс Лакинбилл | Сайбок                                                      |
| Джеймс Духан     | капитан Монтгомери «Скотти» Скотт (глава инженерной службы) |
| Уолтер Кёниг     | штурман-коммандер Павел Чехов                               |
| Нишель Николс    | связист-коммандер Ухура                                     |
| Джордж Такэй     | рулевой-коммандер Хикару Сулу                               |
| Дэвид Уорнер     | посол Джон Талбот                                           |
| Чарльз Купер     | генерал Корд                                                |
| Тод Брайен       | капитан Клаа                                                |
| Джордж Мардок    | бог                                                         |

## О создании фильма
Успех вышедшего в 1986 году четвёртого фильма эпопеи «Звёздный путь 4: Путешествие домой» подтолкнул компанию Paramount Pictures начать в 1987 году съёмки нового телевизионного сериала во вселенной Звёздного пути — «Звёздный путь: Следующее поколение». Режиссёром нового сериала был назначен Леонард Нимой, ранее снявший успешные «Звёздный путь 4: Путешествие домой» и «Звёздный путь 3: В поисках Спока». Из-за того что съёмки сериала отнимали у него почти всё время, Нимой не смог выступить в роли режиссёра пятого полнометражного фильма и порекомендовал на это место Уильяма Шетнера.
С самого начала Шетнер решил внести в очередной фильм больше реализма. Кроме того, он желал показать новые расы и новые уголки галактики, которые ранее не были представлены ни в сериале, ни в фильмах.
Актёрский состав из сериала «Звёздный путь: Оригинальный сериал» не претерпел изменений. На роль Сайбока продюсеры планировали пригласить актёра Шона Коннери, но ввиду его занятости в съёмках другой картины, на эту роль был взят Лоренс Лакинбилл. Продюсер фильма Харви Беннетт исполнил роль адмирала, отправляющего Кирка на задание.
Через несколько дней после завершения съемок Шатнер вернулся в Paramount, чтобы контролировать монтаж фильма, создание звукового ландшафта и музыку, а также интеграцию оптических эффектов. Так для создания изображения планеты Ша Ка Ри использовалась увеличенная фотография клешни лангуста. Редактор Питер Э. Бергер уже собрал черновики различных эпизодов, и всего за несколько недель до запланированного завершения фильма производственная группа приступила к задаче спасения концовки фильма путем монтажа. Экранное время ложного бога было сокращено, а эффект «капли бога» Феррена был заменен крупным планом лица актёра, а также выстрелами молнии и дыма. В то время Шатнер считал, что монтаж «вытащил кролика из шляпы», решив многие проблемы фильма. Версия Шатнера длилась чуть более двух часов (не считая финальных титров и оптики), что, по мнению Paramount, было слишком длинным. Их целевое время работы составляло один час сорок пять минут, что гарантировало бы театральные показы дважды за ночь. Беннету было поручено сократить продолжительность фильма, несмотря на мнение Шатнера, что ничего нельзя удалить. Шатнер был в ужасе от редактирования Беннета, и они спорили о том, какие части восстановить или вырезать.
На первых пробных показах фильм получил негативные отзывы. Из первой тестовой аудитории лишь небольшая часть сочла фильм «отличным» — рейтинг, который получило большинство других фильмов «Звездного пути». Отрезки фильма были отредактированы для проката в кинотеатрах. Пять минут отснятого материала были вырезаны, чтобы улучшить темп фильма, а в «Хищную птицу» была включена дополнительная сцена, чтобы прояснить обстоятельства спасения Кирка. Второй просмотр с окончательными эффектами и звуком получил гораздо лучшие отзывы, однако фильм не смог достичь рейтингов своих предшественников. Продюсеры объясняли эту неудачу неудачным сценарием фильма (который многократно переписывался) и слабыми спецэффектами. На большое количество эффектов и декораций, предусмотренных сценарием, не хватило денег. По этой причине из сценария исчезли различные эпизоды с их использованием (например, в конце фильма экипаж должен был быть атакован сотнями горгулий). По мнению же зрителей, главный недостаток фильма — чрезмерное внимание режиссёра к Джеймсу Кирку, хотя по сюжету больше внимания должно быть уделено Споку.

## Музыка
Музыкальный критик Джефф Бонд писал, что Шатнер принял «по крайней мере два мудрых решения» при создании «Последнего рубежа»; Помимо выбора Лакинбилла в качестве Сайбока, он нанял Джерри Голдсмита для написания музыки к фильму. Голдсмит был номинирован на премию «Оскар» за музыку к оригинальному фильму, и новый заказ стал возможностью создать музыку с таким же уровнем, добавив при этом действие и характер. Голдсмит не хотел подчеркивать комедийность фильма музыкой, полагая, что это «доведет драму до глупости». Он сосредоточился на теме планеты Ша Ка Ри как на своей самой сложной задаче.
Музыка Голдсмита начинается с традиционного вступления из темы Александра Кариджа из оригинального телесериала; восходящая струна и электронный бридж ведут к исполнению марша из кинофильма 1979 года. По словам Джеффа Бонда, использование Голдсмитом марша к фильму привело к некоторому замешательству среди поклонников «Звездного пути: Следующее поколение», поскольку они не были знакомы с происхождением музыки. Ещё одна тема из оригинального фильма, которая снова появляется здесь — это клингонская тема из начальной сцены фильма 1979 года. Здесь тема звучит, как Бонд назвал, «в прокофьевском стиле в противопоставление авангардному контрапункту», звучавшему в «Кинофильме». Голдсмит также добавил звук горна и бараньего рога.

## Награды и номинации
| Премия         | Категория                         | Номинант(ы) | Результат |
| -------------- | --------------------------------- | --- | --------- |
| Золотая малина | Худший фильм                      | Харви Беннетт | Победа    |
| Золотая малина | Худшая мужская роль               | Уильям Шетнер | Победа    |
| Золотая малина | Худшая мужская роль второго плана | Дефорест Келли | Номинация |
| Золотая малина | Худший режиссёр                   | Уильям Шетнер | Победа    |
| Золотая малина | Худший сценарий                   | Дэвид Локери, Уильям Шетнер и Харви Беннетт | Номинация |
| Золотая малина | Худший фильм десятилетия          | Харви Беннетт | Номинация |
| Сатурн         | Лучший DVD-сборник                | совместно с (Звёздный путь Фильм, Звёздный путь II: Гнев Хана, Звёздный путь III: В поисках Спока, Звёздный путь IV: Дорога домой и Звёздный путь VI: Неоткрытая страна) Как часть сборника «Звёздный путь: Оригинальная коллекция фильмов». | Победа    |